# 塔佩罗阿
塔佩罗阿（葡萄牙語：Taperoá）是巴西巴伊亚州的一个市镇。总面积408.576平方公里，总人口15121人，人口密度37人/平方公里。